# Епархия Пьяцца-Армерины
Епархия Пьяцца-Армерины (лат. Dioecesis Platiensis, итал. Diocesi di Piazza Armerina) епархия Римско-католической церкви, в составе митрополии Агридженто, входящей в церковную область Сицилии. В настоящее время епархией управляет епископ Микеле Пеннизи.
Клир епархии включает 129 священников (91 епархиальных и 38 монашествующих священников), 5 диаконов, 46 монахов, 176 монахинь.
Адрес епархии: Via La Bella, 3 — 94015 Piazza Armerina (Enna) Italia.

## Территория
В юрисдикцию епархии входят 75 приходов в 12 коммунах Сицилии: частью в провинции Энна, частью в провинции Кальтаниссетта — Айдоне, Баррафранка, Бутера, Энна, Джела, Мадзарино, Нишеми, Пьяцца-Армерина, Пьетраперция, Риези, Вальгуарнера-Каропепе и Виллароза.
Кафедра епископа находится в городе Пьяцца-Армерина в церкви Мария Сантиссима делле Витторие.

## История
Кафедра Пьяцца-Армерины была основана 3 июля 1817 года буллой Pervetustam locorum Папы Пия VII на части территории епархии Катании. Первоначально епархия была епископством-суффраганством архиепархии Монреале.
После реструктуризации некоторых епархий на Сицилии, 20 мая 1844 года были изменены границы епархии Пьяцца-Армерины. В частности, некоторые приходы отошли епархии Никосии, другие приходы, напротив, вошли в состав епархии от епархии Сиракузы, которая была возведена в ранг архиепархии. Епархия Пьяцца-Армерина вошла в состав митрополии Сиракуз.
2 декабря 2000 года епархия Пьяцца-Армерина вошла в состав новой митрополии (церковной провинции) Агридженто.

## Ординарии епархии
- Джироламо Априле Бенсо (2.10.1818 — 1836);
- Пьетро Назелли (15.2.1838 — 18.7.1840) — ораторианец;
  - Sede vacante (1840—1844);
- Пьер Франческо Бруначчини (17.6.1844 — 24.11.1845) — бенедиктинец, назначен архиепископом Монреале;
- Чезаре Агостино Сайева (19.1.1846 — 1867);
  - Sede vacante (1867—1872);
- Саверио Джербино (10.3.1872 — 14.3.1887) — назначен епископом Кальтаджироне;
- Мариано Палермо (18.3.1887 — 9.2.1903);
- Марио Струцо (22.6.1903 — 11.11.1941);
- Антонио Катарелла (10.1.1942 — 29.10.1970);
- Себастьяно Россо (18.11.1970 — 8.1.1986);
- Винченцо Чирринчоне (8.1.1986 — 12.2.2002);
- Микеле Пеннизи (с 12 апреля 2002 года — по настоящее время).

## Статистика
На конец 2004 года из 224 000 человек, проживающих на территории епархии, католиками являлись 218 000 человек, что соответствует 97,3 % от общего числа населения епархии.
| год  | население | население | население | священники | священники        | священники         | священники                           | постоянные диаконы | монахи  | монахи  | приходы |
| год  | католики  | всего     | %         | всего      | белое духовенство | черное духовенство | число католиков на одного священника | постоянные диаконы | мужчины | женщины | приходы |
| ---- | --------- | --------- | --------- | ---------- | ----------------- | ------------------ | ------------------------------------ | ------------------ | ------- | ------- | ------- |
| 1950 | 235.000   | 236.000   | 99,6      | 177        | 138               | 39                 | 1.327                                |                    | 39      | 251     | 46      |
| 1970 | 242.000   | 245.013   | 98,8      | 175        | 126               | 49                 | 1.382                                |                    | 49      | 366     | 67      |
| 1980 | 242.800   | 245.900   | 98,7      | 167        | 125               | 42                 | 1.453                                |                    | 42      | 315     | 69      |
| 1990 | 241.000   | 249.000   | 96,8      | 147        | 108               | 39                 | 1.639                                |                    | 45      | 261     | 75      |
| 1999 | 220.000   | 226.000   | 97,3      | 135        | 99                | 36                 | 1.629                                | 2                  | 41      | 197     | 75      |
| 2000 | 220.000   | 226.000   | 97,3      | 127        | 92                | 35                 | 1.732                                | 5                  | 41      | 179     | 75      |
| 2001 | 220.000   | 226.000   | 97,3      | 130        | 94                | 36                 | 1.692                                | 5                  | 42      | 184     | 75      |
| 2002 | 220.000   | 226.000   | 97,3      | 131        | 95                | 36                 | 1.679                                | 5                  | 45      | 182     | 75      |
| 2003 | 220.000   | 227.000   | 96,9      | 135        | 99                | 36                 | 1.629                                | 5                  | 44      | 182     | 75      |
| 2004 | 218.000   | 224.000   | 97,3      | 129        | 91                | 38                 | 1.689                                | 5                  | 46      | 176     | 75      |